# 박미선 (육상 선수)
박미선(朴美善)은 대한민국의 육상 선수이다.
인천 만수국민학교 5학년 때 육상을 시작해, 상인천여자중학교 2학년 때인 1978년 전국 소년 체육 대회 여자 100m와 200m를 석권하며 2관왕에 올라 단거리계의 신예로 주목을 받기 시작했다. 현재는 인천의 체육고등학교 교사로 제직중이다.